# الیزابت شارلوت
الیزابت شارلوت (آلمانی: Pfalzprinzessin Elisabeth Charlotte؛ زاده ۲۷ مهٔ ۱۶۵۲ درگذشته ۸ دسامبر ۱۷۲۲) اشراف‌زاده و شاهدخت اهل آلمان بود.